# رود یاما
رود یاما (روسی: Яма) یک رودخانه در استان ماگادان کشور روسیه است.